# Horizon Air
Horizon Air je regionální nízkonákladová aerolinka ze SeaTacu v americkém státě Washington. Jedná se o osmou největší regionální leteckou společnost v USA, obsluhuje totiž 52 měst v USA, Kanadě a Mexiku.
Společně s větší aerolinkou Alaska Airlines tvoří alianci Alaska Air Group a také sdílí kódy s American Airlines a Delta Air Lines.

## Historie

### 80. léta
Společnost Horizon Airlines založil v květnu 1981 Milt Kuolt, který odstartoval provoz společnosti v září téhož roku se třemi letadly Fairchild Hiller FH-227. V roce 1982 se aerolinka spojila s Air Oregon za vzniku Horizon Air. Sídlo společnosti bylo na území dnešního města SeaTac v americkém státě Washington.
První let aerolinka provedla mezi Seattlem a Yakimou a o týden později letěla ze Seattlu do Pasca. Tehdy měla společnost sídlo ve starém domě za letištěm Seattle-Tacoma International Airport a, stejně jako Air Oregon, prodělávala každý měsíc stovky tisíců dolarů. Také proto se tyto aerolinky spojily v červnu 1982, aby společně snížily své prodělky. V září 1983 společnost se stejným záměrem zakoupila utažskou Transwestern Airlines. Prvním tryskovým letadlem společnosti byl Fokker F28 Fellowship, který zakoupila od jedné africké letecké společnosti, dříve už ale létala se zapůjčeným letadlem McDonnell Douglas DC-9.
V roce 1984 proběhlo initial public offering, které mělo zajistit provozní kapitál, který po prvním roce výdělků aerolinka potřebovala k udržení v provozu. V září 1985 se společnost dohodla s výrobcem letadel de Havilland Canada na koupi zbrusu nových strojů de Havilland Dash 8. V létě téhož roku vstoupila do první smlouvy na sdílení kódů s United Airlines, což získalo zájem společnosti Alaska Airlines, která Horizon Air v roce 1986 koupila. Na konci roku 1985 ještě stihla začít sdílet kódy se svým hlavním konkurentem, Cascade Airways, ale dohoda byla brzy ukončena. V roce 1988 podepsala sdílení kódů s Northwest Airlines a o rok později se stala díky letům do Vancouveru a Victorie, na kterých používala letadel Dash 8 a Fairchild Swearingen Metroliner mezinárodním přepravcem.

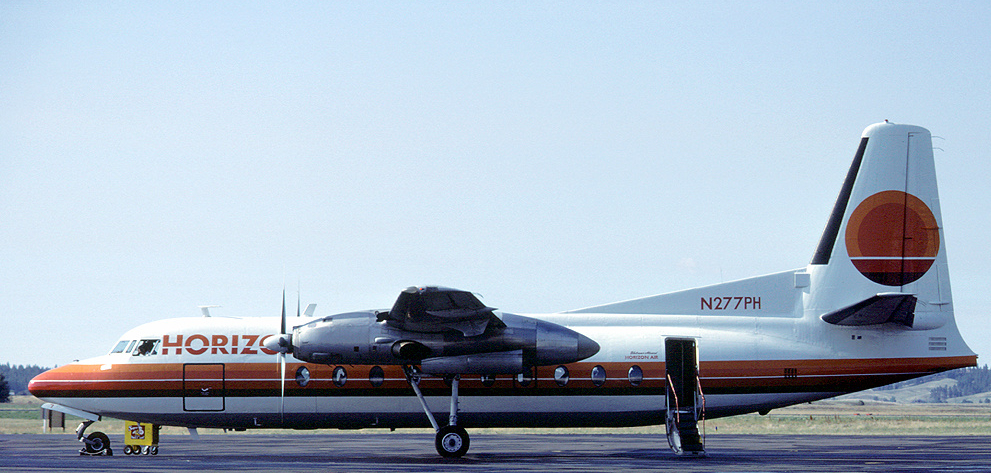
Letadlo Fairchild Hiller FH-227 v barvách společnosti v roce 1993.

### 90. léta
Společnost se stala prvním zákazníkem turbovrtulových letadel Dornier 328, které měly nahradit Fairchild Metroliner díky své větší rychlosti a komfortu. Dvanáct kusů těchto letadel bylo doručeno mezi listopadem 1993 a listopadem 1995, ale v roce 1997 už byla vyřazena kvůli snaze společnosti zaměřit svou flotilu na letadla typu Dash 8.

### První dekáda 21. stol.
Na jaře 2007 začala společnost létat z Los Angeles do Santa Rosy, na kterém těžila z rostoucího vinařského průmyslu a cestovního ruchu. Nové lety byly převratem pro okres Sonoma, ve kterém Santa Rosa leží, a který tak zažil první plánované letecké spojení po téměř šesti letech. Lety do Santa Rosy byly nakonec tak populární, že se společnost rozhodla nejen navýšit jejich frekvenci z Los Angeles, ale také přidat spojení do Santa Rosy z Portlandu.

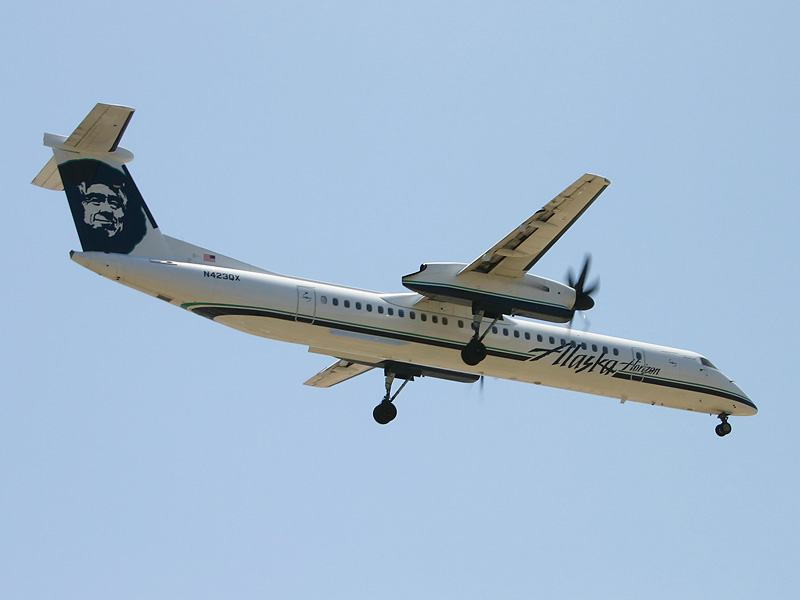
Letadlo Bombardier Q400 v barvách Alaska Airlines, ale i s nápisem Horizon, který připomíná vyřazení značky Horizon Air.

### 10. léta
V srpnu 2010 společnost oznámila, že o jejích letech a spojeních bude od roku 2011 rozhodovat Alaska Airlines. Dále všechny výdělky z letenek půjdou do pokladny Alaska Airlines, která na oplátku poskytne peníze na provoz letadel. Před změnou už takto fungovalo několik letů společnosti.
V lednu 2011 Alaska Airlines oznámila vyřazení značky Horizon Air, takže všechna letadla společnosti budou přebarvena do barev Alaska Airlines s logem eskymáka, ale lety Horizon Air budou mít stále své výhody, díky kterým je společnost známá.

## Vedení
V červnu 2010 byl prezidentem společnosti jmenován Glenn Johnson, který nahradil předchozího prezidenta a CEO Jeffa Pinnea. Johnson se v roce 1982 dostal do Alaska Airlines jako revizor zaměstnaneckých účtů a později byl povýšen na ředitele výnosového účetnictví. V roce 1991 se stal viceprezidentem financí Horizon Air a poté byl povýšen na vyššího viceprezidenta zákaznických služeb, než se vrátil do Alaska Airlines jako viceprezident financí nejen společnosti, ale celé aliance Alaska Air Group. Později se stal výkonným viceprezidentem a CFO společnosti, než byl konečně zvolen prezidentem Horizon Air.

## Destinace
- Seznam destinací společnosti Horizon Air

47 letišť, které společnost obsluhuje se nachází v amerických státech Arizona, Idaho, Kalifornie, Montana, Nevada, Oregon a Washington, kanadských provinciích Alberta a Britská Kolumbie a v mexickém státě Baja California Sur. Sdílení kódů s Alaska Airlines, Delta Air Lines a American Airlines povoluje zákazníkům společnosti létat do měst, které společnost sama neobsluhuje.

## Flotila
K červnu 2011 společnost provozuje 49 úzkých letadel, ve kterých je jediná ekonomická třída. Všechna letadla jsou Bombardier Q400 s turbovrtulovým motorem a jejich kapacita je 76 cestujících.
K červnu 2011 byl průměrný věk flotily šest let. Každá řada sedadel má dvě sedadla na každé straně uličky, a proto na letech Horizon Air neexistují prostřední sedadla, pouze u okna nebo u uličky. Sedadla mají kožené potahy.
V květnu 2011 začala společnost SkyWest Airlines provozovat šest letů pod hlavičkou Alaska Airlines s pěti letadly Bombardier CRJ700, které kupila od Horizon Air. Zatímco SkyWest vlastní, provozuje a udržuje letadla, Alaska se stará o jízdní řád, letenky a marketing letů.

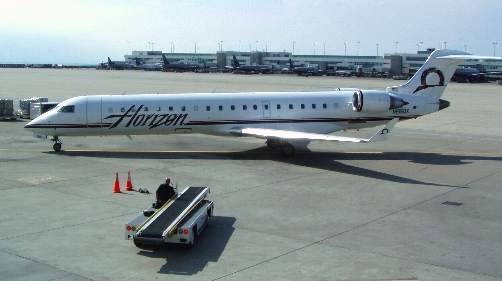
Letadlo Bombardier CRJ700, které bylo nedávno vyřazeno z provozu, na letišti v Denveru.

### Historie flotily
Následující letadla seřazená abecedně v minulosti létala v barvách Horizon Air:
- Bombardier Dash 8-100
- Bombardier Q200
- Bombardier CRJ700
- Dornier 328
- McDonnell Douglas DC-9
- Fairchild Hiller FH-227
- Fairchild Swearingen Metroliner
- Fokker F28 Fellowship

Na konci května 2011 společnost vyřadila z provozu zbývající letadla Bombardier CRJ700 a nyní létá pouze s Bombardiery Q400. V lednu 2007 byla vyřazena také letadla Bombardier Q200, která byla pronajata společnosti CommutAir.

### Barvy
Na začátku existence letadla společnosti létala se západem slunce nad malou pláží a verzálkami napsaným slovem HORIZON. To platilo až donedávna, kdy bylo schéma změněno. Nové schéma připomíná schéma mateřské společnosti Alaska Airlines, s tím rozdílem, že místo modrého pruhu má tmavě červený a na zadním křídle je místo eskymáka zapadající slunce. Jedenáct letadel má nyní speciální barevné schéma. Některá letadla Bombardier Q200, která dnes za společnost už nelétají, měla také u předních levých dveří napsána jména destinací společnosti.
Na konci ledna 2011 společnost oznámila vyřazení své značky a přebarvení na schéma Alaska Airlines i s eskymákem na zadním křídle. Nápis „Horizon“ stále zůstane vedle nápisu „Alaska“ na boku letadla.

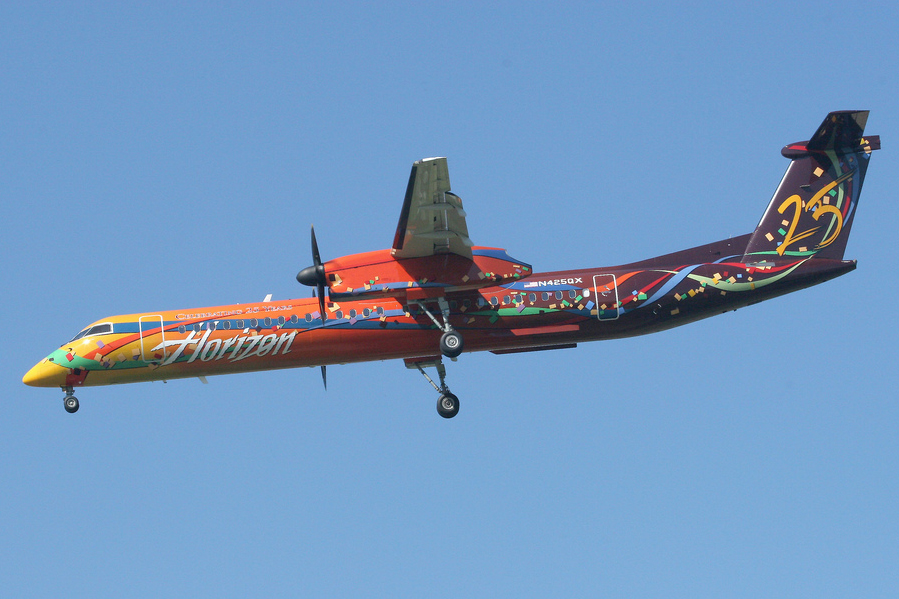
Letadlo Bombardier Q400 v barvách oslavujících 25. výročí založení společnosti.

### Speciální barevné schéma
Jedenáct letadel má speciální barevné schéma, jedná se o:
- N425QX, které je nabarveno do barev oslavujících 25. výročí aerolinky, s pestrými barvami a konfetami.
- Dvě letadla, N439QX a N438QX, mají schéma zvané Comfortably Greener, které zvýrazňuje nižší spotřebu letadla Q400 oproti obvyklým regionálním strojům. Letadlům se přezdívá Shrek a Fiona.

Několik letadel je oblečeno do barev různých univerzit na severozápadě USA:
- N400QX má barvy University of Idaho Vandals
- N401QX je oblečeno v barvách Washington State University Cougars
- N402QX je nabarveno do barev University of Montana Grizzlies
- N403QX je v barvách Montana State University Bobcats
- N407QX má barvy University of Oregon Ducks
- N435QX je oblečené v barvách University of Washington Huskies – dříve mělo stejné barvy také jedno letadlo Bombardier Q200
- N437QX je nabarveno do barev Boise State University a také oslavuje více než dvacet let letů do Boise
- N440QX je v barvách Oregon State University Beavers a jedná se o první letadlo „příští generace“, které bylo kdy společnosti doručeno. V interiéru se nachází LED osvětlení, větší prostor pro zavazadla nad hlavou a zoubkované panely na boční stěně se clonami.

## Služby
Mnoho služeb nabízených společností je převzato od mateřské aerolinky Alaska Airlines.

### Hala
Alaska Air Group má na pěti letištích své haly zvané Board Room, a to v Anchorage, Los Angeles, Portlandu, San Franciscu a Seattlu. Členové Board Roomu mají také přístup do Sky Clubů společnosti Delta Air Lines, jejichž členové mají na oplátku přístup do Board Roomů. Členství na jeden den stojí 45 dolarů, za tříleté členství se pak platí 875 dolarů. MVP členové pak mají padesát procent slevu na zápisné a MVP Gold členové zápisné vůbec neplatí.

### Mileage Plan
Mileage Plan je program výhod pro časté cestující, kterého využívají aerolinky patřící pod Alaska Air Group. Mezi partnery patří American Airlines, British Airways, Cathay Pacific, LAN Airlines a Qantas z aliance oneworld, Air France a Delta Air Lines ze SkyTeamu a nezávislé aerolinky Air Pacific, Era Aviation, Frontier Alaska, Icelandair, Kenmore Air, Mokulele Airlines a PenAir.
Mileage Plan nemá žádné placené členství a nalétané míle z konta neubývají. Když ale člen Mileage Planu v prvních devíti měsících členství nepoletí se společností, nebo když jakýkoli člen za dva roky ani jednou nepoletí se společností, tak má aerolinka právo na zrušení účtu a vymazání nalétaných mílí. Zrušené účty mohou být do dvanácti měsíců obnoveny za 75 dolarů.
Zkušenější cestovatelé patřící do Mileage Planu jsou na vyšších úrovních zvaných MVP, MVP Gold a MVP Gold 75K, a mají různé další výhody, jako přednostní nástup nebo přístup do hal Board Room. Zlatí a platinoví členové Delta SkyMiles a MVP členové Mileage Planu mají oboustranné právo na přednostní odbavení a nástup a výhodu výběru sedadla.
- MVP úrovně člen dosáhne poté, co nalétá 32 tisíc kilometrů na palubách Alaska Airlines nebo Horizon Air, 40 tisíc kilometrů v letadlech Alaska Airlines, Horizon Air, American Airlines, Delta Air Lines, KLM, Air France nebo LAN Airlines, nebo 30 jednosměrných letů jako člen Mileage Planu. Členové dostávají padesát procent z každé další nalétané míle navíc, prioritní odbavení do první třídy, přednostní usazení na palubách Alaska Airlines a Horizon Air a 50% slevu na členství v Board Roomu. Členové, kteří si rezervovali místo v ekonomické třídě se mohou kdykoli přemístit do první třídy, nejpozději ale 48 hodin před odletem.

- Úrovně MVP Gold členové dosahují po nalétání 64 tisíc kilometrů na palubách Alaska Airlines nebo Horizon Air, 80 tisíc kilometrů v letadlech Alaska Airlines, Horizon Air, American Airlines, Delta Air Lines, KLM, Air France nebo LAN Airlines, nebo 60 jednosměrných letů jako člen Mileage Planu. Členové dostávají z každé nalétané míle její dvojnásobek, prioritní odbavení do první třídy, přednostní usazení na palubách Alaska Airlines a Horizon Air a možnost přesazení do první třídy z jakékoli jiné alespoň 72 hodin před odletem. Pokud člen úrovně MVP Gold letí s někým jiným, pak oba dostávají další výhody.

- Úrovně MVP Gold 75K členové dosahují po nalétání 121 tisíc kilometrů na palubách Alaska Airlines nebo Horizon Air, 140 tisíc kilometrů v letadlech Alaska Airlines, Horizon Air, American Airlines, Delta Air Lines, KLM, Air France nebo LAN Airlines, nebo 90 jednosměrných letů jako člen Mileage Planu. Mezi jejich výhody patří zařazení na horní konec pořadníku při změně z jakékoli třídy na první pět dní před odletem, možnost nominovat přítele nebo člena rodiny do MVP úrovní, 50 tisíc bonusových mílí, přednostní péči, digEplayer zdarma, zlevněné členství Board Roomu, zdvojnásobení každé nově nalétané míle, prioritní odbavení do první třídy a prioritní usazení v letadlech Alaska Airlines a Horizon Air. Pokud člen úrovně MVP Gold 75K letí s někým jiným, pak oba dostávají další výhody.

### Služby na palubě
Od roku 1991 nabízí společnost na palubách svých letadel kávu Starbucks, kterou vaří na letištích a přepravuje v teploudržujících kontejnerech do letadel. Od ostatních společností, včetně Alaska Airlines, se odlišuje nabízením bezplatného piva nebo vína ze Severozápadu USA. Mezi další bezplatné nápoje patří výrobky firmy Coca-Cola, bublinková voda Talking Rain, džusy a čaje. Dále také nabízí, tentokrát již za peníze, omezený výběr jídel, do kterého patří různé balíčky svačinek a přírodní ovesná kaše od společnosti Umpqua Oats. Na rozdíl od Alaska Airlines nemá společnost jediné letadlo s bezdrátovým připojením k internetu.

## Nehody a incidenty
Od vzniku společnosti ještě žádná nehoda neměla smrtelné následky.
- 2. května 1986 byl Fairchild Swearingen Metroliner na letu mezi Eugenem a Portlandem unesen. Pilot únosce přesvědčil, že potřebuje přistát v Hillsboro, aby doplnil palivo. Na letišti nechal únosce pilota vystoupit, a ten pak zavolal FBI.

- 15. dubna 1988, let 2658, letadlo de Havilland Canada Dash 8-100, číslo N819PH, mezi Seattlem a Spokanem se 37 cestujícími a třemi členy posádky na palubě, havarovalo při pokusu o nouzové přistání v Seattlu, když mu krátce po vzletu začal hořet motor č. 2. Ztráta hydraulického tlaku způsobená požárem, který vznikl kvůli výrobnímu defektu, vybočila letadlo z ranveje, přes trávu a pojezdovou dráhu 2 do krytých chodeb B7 a B9, kde se stroj zničil. Nikdo nezemřel, pouze čtyři lidé utrpěli vážná zranění.

- 23. května 1990 letadlo Fairchild Swearingen Metroliner III mezi Portlandem a Seattlem přišlo o okno ve výšce 4 300 metrů nad městem Olympia. Piloti poté provedli nouzový spád a přistání na seattleské letiště. Cestující, který seděl u ztraceného okna byl částečně vytažen z letadla a po přistání byl odvezen do nemocnice, kde byl ošetřen a propuštěn.